# RRFC Montegnée
RRFC Montegnée – belgijski klub piłkarski, mający siedzibę w dzielnicy Montegnée w mieście Saint-Nicolas, na wschodzie kraju, działający w latach 1915-2014.

## Historia
Chronologia nazw:
- 1915: Gooslin Football Club
- 1918: Racing Football Club Montegnée – po fuzji z Montegnée FC i Espérance FC Montegnée
- 1954: Royal Racing Football Club Montegnée
- 2014: klub rozwiązano

Klub sportowy Gooslin FC został założony w miejscowości Saint-Nicolas 27 kwietnia 1915 roku. We wrześniu 1915 klub dołączył do UBSSA. 3 marca 1918 nastąpiła fuzja z klubami Montegnée FC (powstał 15.05.1915) i Espérance FC Montegnée (powstał 1.06.1915). Zjednoczony klub został nazwany Racing FC Montegnée. Początkowo zespół grał w rozgrywkach lokalnych. Dopiero w sezonie 1923/24 startował w ogólnokrajowych rozgrywkach mistrzostw Belgii, grając na drugim poziomie, zwanym Promotion. W następnym sezonie 1924/25 zajął 13.miejsce w Promotion série A i spadł z drugiej ligi.
W 1926 został wprowadzony trzeci poziom ogólnokrajowy, do którego został zakwalifikowany klub. W sezonie 1926/27 startował w Promotion série C (D3). W grudniu 1926 roku w belgijskiej piłce nożnej powstał rejestr matriculaire, czyli rejestr klubów zgodnie ich dat założenia. Klub otrzymał nr rejestracyjny matricule 77. W 1929 zwyciężył w trzeciej dywizji i otrzymał promocję do Division 1. W następnym sezonie drużynie udało się od razu wygrać rozgrywki w Division 1 i awansować do Division d'Honneur. Debiutowy sezon w Division d'Honneur zakończył na przedostatnim 13.miejscu i spadł z powrotem do drugiej dywizji. W 1933 spadł na rok do trzeciej dywizji. W 1938 roku zespół ostatecznie odpadł z drugiego poziomu krajowego i potem grał w trzeciej dywizji do 1952 roku. W 1952 roku w wyniku reformy systemu lig klub został zakwalifikowany do czwartego poziomu zwanego Promotion. 
W 1954 roku klub został uznany przez "Société Royale" w związku z czym przemianowany na Royal RFC Montegnée oraz wrócił do Division 3. W 1970 zespół ponownie został zdegradowany do serii promocyjnej, a od 1978 występował nawet na poziomie prowincjonalnym.
W 1998 roku, po 20 latach nieobecności, klub wrócił do czwartej dywizji. W 2004 roku zwyciężył w Promotion série D i awansował do trzeciej dywizji. Jednak nie utrzymał się w niej, po zajęciu ostatniego 16.miejsca w Division 3 série B w sezonie 2004/05 spadł z powrotem do Promotion. W następnym sezonie znów został sklasyfikowany na ostatniej 16.pozycji w Promotion série D i został zdegradowany do rozgrywek prowincjalnych. Trzy lata później w 2010 wrócił na rok do Promotion. W 2012 spadł z pierwszej do drugiej ligi prowincjalnej Liège.
W 2014 roku klub wpadł w kłopoty finansowe. Przed rozpoczęciem sezonu 2014/15 ogłosił upadłość, a w czerwcu 2015 roku numer 77 zostać skreślony z listy URBSFA, po czym klub został rozwiązany.
W 2014 również nastąpiła nieoficjalna fuzja z R Ans FC (matricule 617), który również zaprzestał działalności. Powstał nowy klub Racing Ans Montegnée FC, który dołączył do Belgijskiego Związku Piłki Nożnej pod numerem 9638. Zespół rozpoczął występy w najniższych ligach na poziomie prowincjonalnym. W sezonie 2014/15 startował w 4me Provinciale Liège (D8). Po reorganizacji systemu lig w 2016 roku status ligi został obniżony do dziewiątego poziomu. W 2019 zwyciężył w 4me Provinciale Liège série C i awansował do 3me Provinciale Liège.

## Barwy klubowe, strój
|  |  |

Klub ma barwy niebiesko-czerwone. Zawodnicy domowe spotkania zazwyczaj grają w pasiastych pionowo niebiesko-czerwonych koszulkach, niebieskich spodenkach oraz niebieskich getrach.

## Sukcesy

### Trofea międzynarodowe
Nie uczestniczył w rozgrywkach europejskich (stan na 31-05-2020).

### Trofea krajowe
| \| \| Zdobyte trofea w rozgrywkach Belgii (stan na: 31-05-2020) \| |                                                           |      |             |
| Rozgrywki                                                          | Osiągnięcie                                               | Razy | Sezon(y)    |
| Mistrzostwo                                                        | I miejsce                                                 | 0    |             |
| Mistrzostwo                                                        | II miejsce                                                | 0    |             |
| Mistrzostwo                                                        | III miejsce                                               | 0    |             |
| Mistrzostwo                                                        | 13.miejsce                                                | 1    | 1930/31     |
| Puchar                                                             | zdobywca                                                  | 0    |             |
| Puchar                                                             | finalista                                                 | 0    |             |
| Puchar                                                             | ćwierćfinalista                                           | 1    | 1926/27     |
| II liga                                                            | I miejsce                                                 | 1    | 1929/30     |
| II liga                                                            | II miejsce                                                | 0    |             |
| II liga                                                            | III miejsce                                               | 1    | 1935/36 (B) |
| Belgia                                                             | Zdobyte trofea w rozgrywkach Belgii (stan na: 31-05-2020) |      |             |

- Promotion/Division 3 (D3):
  - mistrz (1x): 1928/29 (C)
  - wicemistrz (1x): 1959/60 (B)
  - 3.miejsce (4x): 1927/28 (C), 1933/34 (C), 1947/48 (D), 1963/64 (A)

- Promotion (D4):
  - mistrz (1x): 1953/54 (A)
  - wicemistrz (2x): 1952/53 (C), 2004/05 (D)
  - 3.miejsce (2x): 1970/71 (A), 2002/03 (D)

## Poszczególne sezony

### Rozgrywki międzynarodowe

#### Europejskie puchary
Nie uczestniczył w rozgrywkach europejskich.

### Rozgrywki krajowe
| \| Belgia \| Bilans występów klubu w rozgrywkach piłkarskich Belgii (Stan na 31 maja 2020 r.) \| \| |                                                                                  |        |       |   |   |   |    |    |     |                                                                       |        |        |      |
| Poziom                                                                                              | Rozgrywki                                                                        | Sezony | Mecze | Z | R | P | B+ | B– | Pkt | Lata                                                                  | Awanse | Spadki | Naj. |
| I                                                                                                   | Division d'Honneur                                                               | 1      |       |   |   |   |    |    |     | 1930/31                                                               | 0      | 1      | 13   |
| II                                                                                                  | Promotion/ Division 1                                                            | 9      |       |   |   |   |    |    |     | 1923–1925, 1929/30, 1931–1933, 1934–1938                              | 1      | 3      | 1    |
| III                                                                                                 | Promotion/ Division 3                                                            | 32     |       |   |   |   |    |    |     | 1926–1929, 1933/34, 1938/39, 1941–1944, 1945–1952, 1954–1970, 2005/06 | 2      | 3      | 1    |
| IV                                                                                                  | Promotion                                                                        | 19     |       |   |   |   |    |    |     | 1952–1954, 1970–1978, 1998–2005, 2006/07, 2010/11                     | 2      | 3      | 1    |
| V                                                                                                   | 1re Provinciale Liège                                                            | 24     |       |   |   |   |    |    |     | 1978–1998, 2007–2010, 2011/12                                         | 2      | 1      | 1    |
| | Puchar Belgii                                                                    | 11+    |       |   |   |   |    |    |     | od 1912                                                               | 0      | 0      | 1/4  |
| Belgia                                                                                              | Bilans występów klubu w rozgrywkach piłkarskich Belgii (Stan na 31 maja 2020 r.) |        |       |   |   |   |    |    |     |                                                                       |        |        |      |

## Struktura klubu

### Stadion
Klub piłkarski rozgrywał swoje mecze domowe na Stade Joseph Vanstraelen w Saint-Nicolas o pojemności 7000 widzów.

## Kibice i rywalizacja z innymi klubami

### Derby
- RFC Tilleur
- R St-Nicolas FC